# Cheese Shop
Cheese Shop is een bekende sketch uit de 33e aflevering van het Britse televisieprogramma Monty Python's Flying Circus. Een iets gewijzigde versie van de sketch staat, uiteraard alleen geluid, op het album The Monty Python Matching Tie and Handkerchief uit 1973.

## Inhoud
In de opening loopt de klant (John Cleese) door de straat, met op de achtergrond bouzouki-muziek. Wanneer hij de kaaswinkel binnengaat, blijkt dat de muziek hier gespeeld wordt en er twee mannen op staan te dansen (de muzikant en de dansers dragen alle drie een zwart kostuum met bolhoed). Aan de toonbank probeert de klant duidelijk te maken dat hij honger heeft en daarom kaas wil kopen, maar door zijn vreemd taalgebruik denkt de verkoper (Michael Palin) in eerste instantie dat hij klaagt over de muziek, hoewel de klant verklaart dit wel leuk te vinden.
Vervolgens begint de klant om kaas te vragen, maar elke soort die hij opnoemt blijkt niet voorradig. Camembert is er wel: sterk, zeer sterk uitgelopen, maar dat deert de klant niet. De verkoper zegt echter plots dat de kat het opgegeten heeft (op overdreven toon; mogelijk een smoes) waarna het aflopen van kaassoorten wordt hervat. De kazen worden hoe langer hoe exotischer, tot de klant uiteindelijk zelfs vraagt om "Venezolaanse beverkaas", die er blijkbaar vandaag net even niet is.
De klant krijgt er genoeg van en besluit simpelweg Cheddar te vragen. De verkoper verklaart dat hij die niet heeft omdat er te weinig vraag naar is, terwijl Cheddar volgens de klant de meest gevraagde kaas ter wereld is. De verkoper zegt dat er in deze buurt juist heel veel vraag is naar Ilchester. Ook deze kaas blijkt er echter niet te zijn. De klant merkt op dat er ook geen kaas op de toonbanken ligt, die volgens de verkoper juist mooi schoon zijn. De verkoper suggereert dat de klant kan vragen naar Limburger. Plotseling valt de klant uit tegen de muzikanten, schreeuwend of ze willen stoppen met die rotmuziek ("WILL YOU SHUT THE BLOODY DANCING UP?") en vraagt naar de Limburger, die er natuurlijk ook niet is.
Tot slot vraagt de klant of er überhaupt enige kaas in de winkel is. De verkoper zegt van wel. De klant zegt de vraag nog eenmaal te stellen; als het antwoord "nee" is, gaat hij de verkoper door het hoofd schieten. Het antwoord is inderdaad "nee" en de klant schiet de verkoper dood, en zegt "Such a senseless waste of human life" ("Wat een zinloze verspilling van menselijk leven"), waarna hij een cowboyhoed opzet en de sketch een trailer blijkt voor de zogenaamde film Rogue Cheddar (een "Cheesewestern", vgl: Spaghettiwestern).

## Kazen
Red Leicester, Tilsit, Caerphilly, Bel Paese, Rode Windsor, Stilton, Emmental, Gruyère, Jarlsberg, Liptauer, Lancashire, Witte Stilton, Deens Blauw, Double Gloucester, Cheshire, Dorset Blue Vinney, Brie, Roquefort AOC, Pont-l'Évêque AOC, Port Salut, Savoyard, Saint-Paulin, Carré de l'Est, Bleu de Bresse, Boursin, Camembert, Goudse kaas, Edammer kaas, Caithness, Gerookte Oostenrijkse, Sage Derby, Wensleydale, Feta, Gorgonzola, Parmezaanse kaas, Mozzarella, Pipo Crème, Danish Fynbo (foutief uitgesproken als 'fimbo'), Tsjechische schapenmelk, "Venezolaanse Beverkaas", Cheddar, Ilchester en Limburger.